# Ocosingo (geslacht)
Ocosingo is een geslacht van vlokreeften uit de familie Conicostomatidae. Het geslacht werd voor het eerst wetenschappelijk beschreven in 1964 door Jerry Laurens Barnard.

## Soorten
Het geslacht bevat 4 soorten:
- Ocosingo borlus J.L. Barnard, 1964
- Ocosingo fenwicki Lowry & Stoddart, 1984
- Ocosingo kussakini Tzvetkova, 1987
- Ocosingo yatala Lowry & Stoddart, 2012